# قائمة الشحن البري

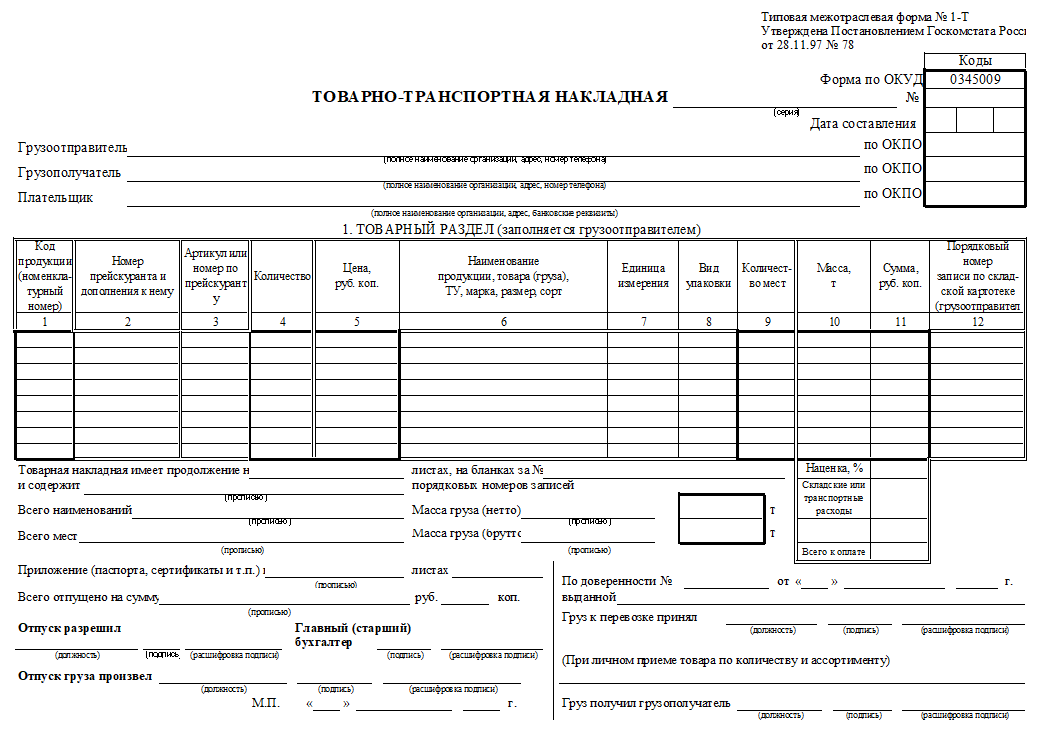

قائمة الشحن البري هي وثيقة مكتوبة تحتوى على معلومات عن أسماء وأوصاف وأوزان البضائع المشحونة على وسيلة النقل المستعملة (عربة أو قطار أو سيارة). تعتبر قائمة الشحن البري الوثيقة الرسمية التي يجب إعطاؤها إلى شركة النقل في حالة مطالبة صاحب البضائع شركة النقل أو شركة التأمين باسترداد ثمن ما فقد أو عطب منها أثناء الشحن.

## مصدر
1. ↑  مصطلحات الاستيراد والتصدير نسخة محفوظة 30 أكتوبر 2017 على موقع واي باك مشين. [وصلة مكسورة]